# Powiat Kamikita
Powiat Kamikita (jap. 上北郡 Kamikita-gun) – powiat w Japonii, w prefekturze Aomori. W 2024 roku liczył 89 444 mieszkańców.

## Miejscowości
- Noheji
- Oirase
- Rokunohe
- Shichinohe
- Tōhoku
- Yokohama
- Rokkasho